# Literatur-Atlas NRW, Ein Adreßbuch zur Literaturszene
Der Literaturatlas NRW, Ein Adreßbuch zur Literaturszene ist ein Lexikon der Literaturszene in NRW, das 1992 vom Kölner Volksblatt Verlag publiziert wurde. Redaktion und Herausgabe lagen bei Ludwig Janssen.
Herausgeber und Verlag danken
- dem Arbeitsamt Düsseldorf, das dieses Buch durch eine zweijährige Arbeitsbeschaffungsmaßnahme ermöglicht hat

- dem Kulturministerium des Landes NRW

- der Nordrhein-Westfalen-Stiftung Naturschutz, Heimat- und Kulturpflege für die finanzielle Unterstützung

- dem Verband der Verlage und Buchhandlungen NW in Düsseldorf für die finanzielle Unterstützung und die Bereitstellung der Infrastruktur des Verbandes.

Neben dem Herausgeber verfassten der damalige Kultusminister Hans Schwier und der Vorsitzende des Literatur-Rats NRW Kurt Rossa ein Vorwort.

## Inhalt
Der Ansatz des Lexikons weicht ab vom üblichen alphabetischen Aufbau (z. B. nach Autoren). Getreu dem Titel des Bandes (Atlas) ist der Hauptteil des Lexikons nach Kreisen und kreisfreien Städten gegliedert. An den Orten werden die verschiedenen Komponenten der Literaturszene (jeweils mit Adressen) benannt: 
Autoren, Verbände und Gesellschaften, Institutionen der Literaturförderung, Zeitschriften und Rundfunk, Verlage, Buchhandlungen, Ämter mit Volkshochschulen und Bibliotheken sowie Museen.
Es schließt sich an eine Satzung des Literaturrats Nordrhein-Westfalen e. V. sowie ein Literaturverzeichnis. Ein ausführliches Register ermöglicht die alphabetisches Erschließung des Lexikons.

## Daten
Literatur-Rat Nordrhein Westfalen e. V., Nordrhein-Westfalen-Stiftung Naturschutz, Heimat und Kulturpflege: Literatur-Atlas NRW. Ein Adreßbuch zur Literaturszene. Zusammenstellung und Bearbeitung: Ludwig Janssen. Volksblatt Verlag, Köln 1992.